# Club Deportivo Tinguiririca San Fernando
El Club Deportivo Tinguiririca San Fernando es un club deportivo básquetbol de Chile, que actualmente juega en la Liga Dos, la segunda categoría del básquetbol chileno.
No obstante, su ingreso en la alta competencia tuvo lugar en 2012, como un club invitado a la Dimayor. Luego del receso iniciado por ésta en el año 2013 el club se unió a la Liga Nacional, donde jugó desde la temporada 2013-14.
Tras un receso por sanción decretado en 2023, el club regresó a la Liga Nacional disputando la Copa Chile 2024, donde integró el grupo Norte. En 2025, Tinguiririca disputará la Liga Dos del Básquetbol Nacional, en la zona C, enfrentando a clubes de las regiones del Región del Maule y Ñuble.

## Historia

### Inicios
El club se creó el 28 de julio de 2012, año que fue invitado a jugar en la mayor liga deportiva de básquetbol del país, la Dimayor. El club tiene su sede en la comuna de San Fernando, en la VI Región del Libertador General Bernardo O'Higgins, la zona centro de Chile.
En su primera temporada, el cuadro sanfernandino tuvo un desempeño regular, al ubicarse en el segundo lugar en la fase regular, clasificando de esta forma a los Play-offs, donde finalmente caerían batidos ante la Universidad de Concepción.

### 2012-13: Libcentro y Dimayor
El 11 de mayo de 2013 el club presentó a sus incorporaciones para la plantilla de la Dimayor 2013, en el cual destacó el fichaje de Mauricio Cisternas, ex Liceo Mixto al club, además de jugadores juveniles de un torneo de verano realizado en San Fernando y el traspaso del sub-23 Felipe Feng a Provincial Curicó. Sin embargo, el torneo no llegaría a disputarse, ya que la Asociación Dimayor aceptó la fusión con los clubes que se desempeñaban en la Liga Nacional. El club colchagüino, entonces, accedería a un cupo en la Libcentro de ese año.
El fin de semana del 7 de septiembre de 2013, San Fernando fue sede del Cuadrangular Final de la Libcentro 2013, del cual saldría un campeón que se enfrentaría al campeón de la Libsur (AB Ancud), para definir al Campeón de la Copa Chile 2013. Participaron los 4 mejores equipos de la fase regular de Libcentro 2013: el local Tinguiririca San Fernando, Boston College, Universidad de Concepción y Español de Talca. El equipo de Boston College se proclamó por segundo año consecutivo campeón del torneo de básquetbol Libcentro Movistar, tras derrotar en la final al conjunto local de Tinguiririca San Fernando por 78-75,  parciales 24-22, 16-18, 14-14 y 24-21.

### 2013-14: La Primera Estrella
El club se uniría a la Liga Nacional de Básquetbol para la edición 2013-14, integrando la Zona Norte de ésta. Finalizó en el 3° lugar de la tabla. Luego los 4 mejores de la Zona Norte se midieron en la modalidad de todos contra todos e ida y vuelta a los 4 mejores clasificados de la Zona Sur, en donde "TSF" obtuvo el primer lugar de la Fase Nacional, pudiendo acceder a las semifinales. En estas enfrentó al sorprendente cuadro de Puerto Varas, al cual venció por un marcador de 3-1.
Ya en la final se mediría con Osorno Básquetbol, en una serie que terminaría ganando por 3-1.